# Вогнище

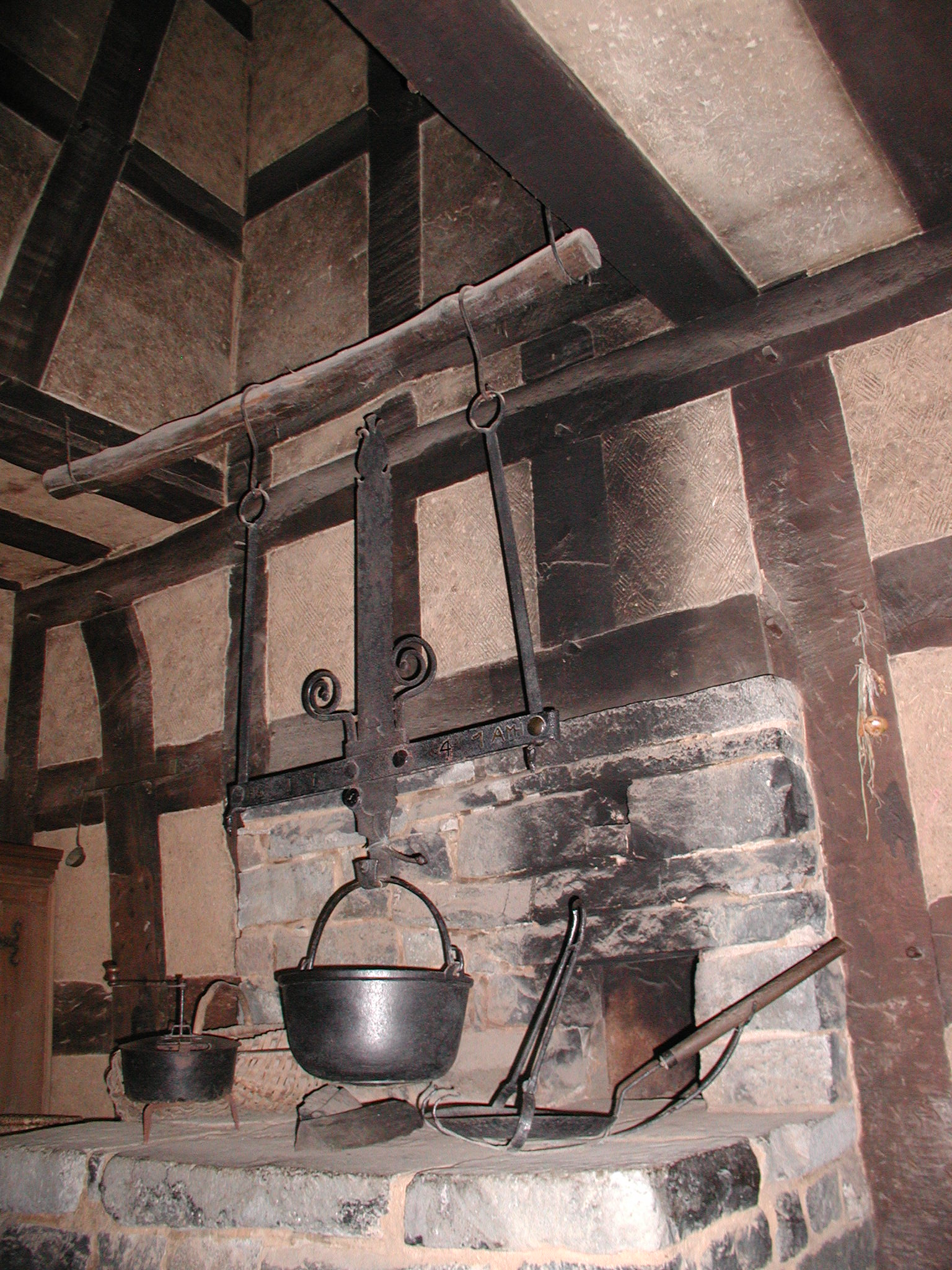
Вогнище з кухонним начинням (казан на регульованому гаку, сковорода, ручні жорна та ін.)

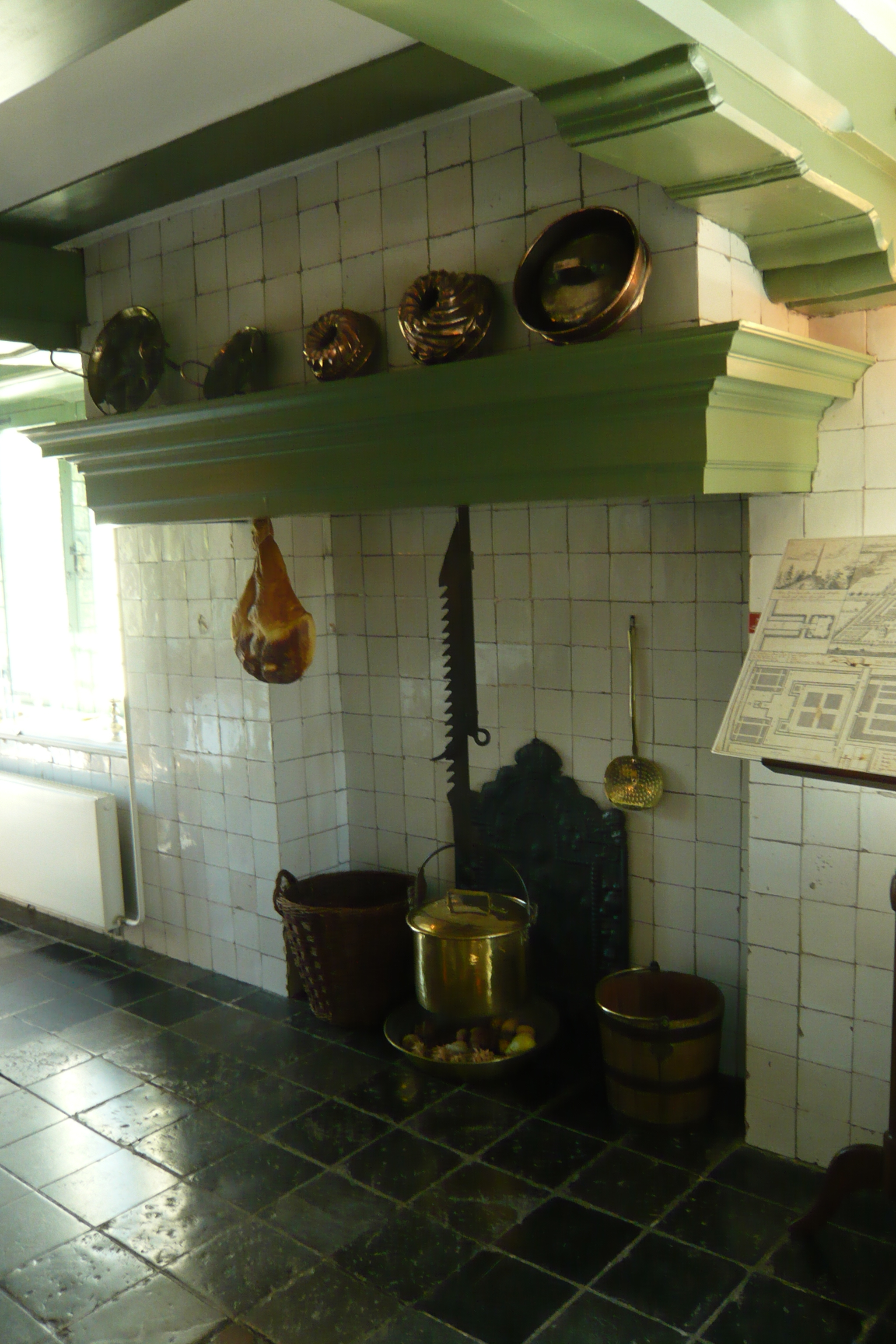
Вогнище в голландському стилі. Будинок Гофвейк, Ворбюрг, Нідерланди.

Во́гнище, рідше о́гнище — місце для розкладання вогню, як правило, усередині приміщення.

## У культурі
Домашнім (домовим, родинним, сімейним) вогнищем прийнято називати свою оселю, родину. Це йде з давніх часів, коли святинею дому було вогнище, де горів вогонь — джерело тепла в оселі. Всі обряди, пов'язані з домовим вогнищем, виконував батько, голова родини. Божеством домового вогнища був домовик.
У Стародавньому Римі простір у середині житлового будинку був відомий як атріум (atrium) — його назва походить від ater («чорний», «темний») і пов'язана зі стінами, закіптявілими від вогнища, що первісно розташовувалося в його центрі. На честь богині вогнища Форнакс справляли свята — форнакалії.
Згідно з однією з гіпотез, зі словом огнище в значенні «вогнище, дім» пов'язана назва давньоруської посади огнищанина (за іншим припущенням, вона походить від іншого значення слова, а саме вирубаної і випаленої ділянки в лісі).

## Інші значення
- Вогнище — те ж саме, що й багаття
- Вогнище — місце, де горіло багаття